# Фрідріх Вільгельм Клатт
Фрідріх Вільгельм Клатт (нім. Friedrich Wilhelm Klatt; 13 лютого 1825—3 березня 1897) — німецький ботанік, спеціалізувався на вивченні африканських рослин.

## Біографія
Фрідріх Вільгельм Клатт народився 13 лютого 1825 року у Гамбурзі. У дитинстві він проявив художній талант, але через фінансові труднощі він не зміг навчатися малюванню. У 1854 році він та його брат почали працювати у чоловічій школі в Гамбурзі. Він викладав там до початку Франко-прусської війни, після чого він викладав природознавство у декількох школах Гамбурга.
З 1854 року Клатте підтримував дружні стосунки з ботаніком Йоганном Георгом Леманом з Гамбурзького ботанічного саду, який спонукав Клатта створити гербарій. Після смерті Лемана у 1860 році частина його гербарію дісталася Клатту (наприклад, гербарій первоцвітових). Клатт почав вивчати рослини родини складноцвіті.
Леман був наставником Клатта, який незабаром зосередив свою увагу на ботанічних родинах Iridaceae та Pittosporaceae. У 1864 році за дослідження родини Iridaceae "Revisio Iridearum" Клатт був удостоєний звання почесного доктора Ростокського університету.
Клатт листувався та відвідав Королівські ботанічні сади в К'ю, обмінювався зразками з Ейса Грей, йому вдалося створити значну особисту колекцію. На додаток до своєї колекції, він зробив детальні ілюстрації великої кількості зразків, особливо номенклатурних типів, які присилали йому для ідентифікації.
Після смерті Клатта, його гербарні зразки були придбані та подаровані гербарію Gray Herbarium [Архівовано 23 серпня 2007 у Wayback Machine.] та Ботанічному інституту Гамбурзького університету.
Основний гербарій Клатта, близько 11 500 зразків, зберігається у Гарвардському університеті (GH), який придбав його у 1899 році.
3 березня 1897 року Фрідріх Вільгельм Клатт помер.

## Почесті
На честь Ф.Клатта названі:
Рід
- (Iridaceae) Klattia Baker[2]

Види
- (Asteraceae) Baccharis klattii Benoist[3]
- (Asteraceae) Eupatorium klattii Millsp.[4]
- (Asteraceae) Liabum klattii B.L.Rob. & Greenm.[5]
- (Asteraceae) Munnozia klattii H.Rob. & Brettell[6]
- (Gentianaceae) Centaurium × klattii P.Fourn.[7]
- (Iridaceae) Iris klattii Kem.-Nath.[8]
- (Iridaceae) Romulea klattii Bég.[9]
- (Primulaceae) Primula klattii N.P.Balakr.[10]

## Окремі наукові публікації
- Klatt, F.W. Norddeutsche Anlagenflora. — 1865. — 84 p.
- Klatt, F.W. Flora des Herzogthums Lauenburg. — 1865. — 224 p.
- Klatt, F.W. Die gattung ‘Lysimachia’. — 1866. — 45 p.
- Klatt, F.W. Cryptogamenflora von Hamburg. — 1868. — 219 p.
- Klatt, F.W. Ergänzungen und Berichtigungen zu Baker's Systema Iridacearum. — 1882. — 70 p.
- Klatt, F.W. Iridaceae africanae // Conspectus florae africanae / T. Durand & H. Schinz. — 1894. — Vol. 5. — P. 143—250.